# Gabriel de Mortillet
Louis Laurent Gabriel de Mortillet (Meylan (Isèra), 29 d'agost, 1821 - Saint-Germain-en-Laye, 25 de setembre de 1898) fou un antropòleg francès.

## Biografia
Va rebre educació al col·legi dels jesuites de Chambéry i al Conservatori de Paris. A partir de 1847 va ser el propietari de La Revue independante. Implicat en la Revolució de 1848, es va haver d'exiliar i va viure principalment a Itàlia.
Des de 1858 va centrar l'atenció en l'etnologia fent un estudi d'assentaments humans en llacs suïssos. Tornà a París el 1864 i va ser nomenat director del Musée des Antiquités celtiques et gallo-romaines.
Mortillet defensava una evolució unilinial, i va ser el creador del períodes epònims per designar les cultures prehistòriques (Acheulià, Mosterià, Solutrià, Magdalenià, Tourassien -actualment Azilià-).

## Obres
- Essai d'une classification des cavernes et des stations sous abri, fondée sur les produits de l'industrie humaine (1869)
- Classification de l'Àge de la Pierre (1872)
- Le Préhistorique, antiquité de l'homme (1883)
- Les Negres et la civilisation egyptienne (1884)
- Origines de la chasse, de la pêche et de l'agriculture (1890)
- La Formation de la Nation Française (1897)